# Liste der Kulturdenkmäler in Wilmshausen (Bensheim)
Die folgende Liste enthält die in der Denkmaltopographie ausgewiesenen Kulturdenkmäler auf dem Gebiet des Ortsteils Wilmshausen der  Stadt Bensheim, Landkreis Bergstraße, Hessen.
Hinweis: Die Reihenfolge der Denkmäler in dieser Liste orientiert sich an der Anschrift, alternativ ist sie auch nach der Bezeichnung, der vom Landesamt für Denkmalpflege vergebenen Nummer oder der Bauzeit sortierbar.
Kulturdenkmäler werden fortlaufend im Denkmalverzeichnis des Landes Hessen durch das Landesamt für Denkmalpflege Hessen auf Basis des Hessischen Denkmalschutzgesetzes (HDSchG) geführt. Die Schutzwürdigkeit eines Kulturdenkmals hängt nicht von der Eintragung in das Denkmalverzeichnis des Landes Hessen oder der Veröffentlichung in der Denkmaltopographie ab.

Über die Spalte Objekt-Nr. kann die Beschreibung beim Landesamt für Denkmalpflege eingesehen werden.
| Bild                        | Bezeichnung                                    | Lage                                                                                   | Beschreibung | Bauzeit                      | Objekt-Nr. |
| --------------------------- | ---------------------------------------------- | -------------------------------------------------------------------------------------- | --- | ---------------------------- | ---------- |
| Scheune                     | Scheune                                        | Wilmshausen, Mühlbergstraße 3 LageFlur: 1, Flurstück: 22/2                             | Schlichtes, konstruktives Fachwerk, Satteldach mit Biberschwanzziegel.                                                                                      | 1794                         | 983 DDB    |
| Bild gesucht BW             | Gesamtanlage alter Dorfkern Wilmshausen        | Wilmshausen, Mühlbergstraße, Mühlstraße, Nibelungenstraße, Zum Katzenrech Lage         | Der Denkmalschutzbereich umfasst das ursprüngliche Haufendorf Wilmshausen, das sich südwestlich von Lauter und Talstraße an einem Bogen herausgebildet hat. |                              | 990 DDB    |
| Laufbrunnen                 | Laufbrunnen                                    | Wilmshausen, Mühlstraße (bei Nr. 2) LageFlur: 1, Flurstück: 105                        | Laufbrunnen mit 3,50 m langen Sandsteintrog. Ausguss in Form eines Fabelwesens.                                                                             | 1881                         | 984 DDB    |
| Pappenfabrik                | Pappenfabrik und ehemalige Papiertrockenhallen | Wilmshausen, Mühlstraße 8, Nibelungenstraße 381/383 LageFlur: 1, Flurstück: 37/1, 99/6 | Am Standort der heute noch betriebenen Pappenfabrik befand sich schon seit dem späten 16. Jahrhundert eine Mühle.                                           | 1792                         | 991 DDB    |
| Firmengebäude Dassel        | Firmengebäude Dassel                           | Wilmshausen, Nibelungenstraße 305, Nibelungenstraße LageFlur: 3, Flurstück: 4/1, 49    | Wohnhaus des Frankfurter Unternehmers Karl Friedrich Hartmann.                                                                                              | 1890                         | 28893 DDB  |
| Wohnhaus außerhalb Ortskern | Wohnhaus außerhalb Ortskern                    | Wilmshausen, Nibelungenstraße 312 LageFlur: 2, Flurstück: 45/3                         | Zweigeschossiger, kubischer Putzbau über hohem Granitsockel, mit steilen, aufgeschobenen Biberschwanz bedecktem Walmdach.                                   | 1928                         | 986 DDB    |
| Gefallenen-Ehrenmal         | Gefallenen-Ehrenmal                            | Wilmshausen, Zum Katzenrech (bei Gronauer Pfad) LageFlur: 1, Flurstück: 19/3           | Nach dem Ersten Weltkrieg errichtetes Gefallenen-Ehrenmal.                                                                                                  | um 1920                      | 989 DDB    |
| Wohnhaus im alten Ortskern  | Wohnhaus im alten Ortskern                     | Wilmshausen, Zum Katzenrech 3 LageFlur: 1, Flurstück: 9                                | Eingeschossiges Wohnhaus über hohem Kellergeschoss mit konstruktivem, schmucklosem Fachwerk.                                                                | 1788                         | 987 DDB    |
| Auszugshaus                 | Auszugshaus                                    | Wilmshausen, Zum Katzenrech 6 LageFlur: 1, Flurstück: 19/6                             | Eingeschossig über hohem Massivkeller mit konstruktivem Fachwerk und aufgeschobenem Satteldach.                                                             | Erste Hälfte 19. Jahrhundert | 28892 DDB  |